# بريت أبراهامز
بريت أبراهامز هو عالم أعصاب وعالم وراثة كندي، ولد في 3 مارس 1973.